# Heiligen van Wintershoven
De heiligen van Wintershoven zijn een aantal personen die omstreeks 650 in Wintershoven zouden geleefd hebben en later heilig zijn verklaard. Wintershoven wordt wel het dorp met de vele heiligen genoemd.

## De heiligen
De heiligen van Wintershoven zijn:
- Amandus
- Landoaldus
- Amantius
- Adrianus
- Julianus
- Vinciana
- Adeltrudis
- Landrada
- Lambertus.

## Geschiedenis
De geschiedenis van deze heiligen vangt aan met de arbeid van de 7e-eeuwse missionaris Amandus, die aanvankelijk bisschop was van Maastricht. Hij gaf omstreeks 650 deze functie op om zich weer op de missioneringsarbeid te richten. Daartoe kreeg hij van paus Martinus I elf gezellen mee. Het ging om Landoaldus en diens zuster Vinciana. Voorts Amantius, ene Adrianus, en zeven vrouwen waaronder Adeltrudis. Sommige bronnen maken ook nog melding van ene Julianus.
Amandus heeft veel gewerkt in Vlaanderen en Limburg, en in Wintershoven stichtte hij een kloostergemeenschap. In dit klooster werden kinderen uit adellijke families opgeleid. Toen Amandus naar Gent afreisde, droeg hij de leiding van het klooster over aan Landoaldus, en kreeg daarbij steun van Amantius en de Romeinse gezellen Adrianus, Julianus, Vinciana en Adeltrudis.
Tot de leerlingen van het klooster behoorden Landrada en Lambertus. Landrada werd de stichteres van de Abdij van Munsterbilzen, en Lambertus werd bisschop van Maastricht.
Al deze mensen zouden, met uitzondering van Lambertus, in de parochiekerk van Wintershoven zijn begraven, hoewel daar geen archeologisch bewijs voor werd gevonden.

## Heiligverklaring en verering

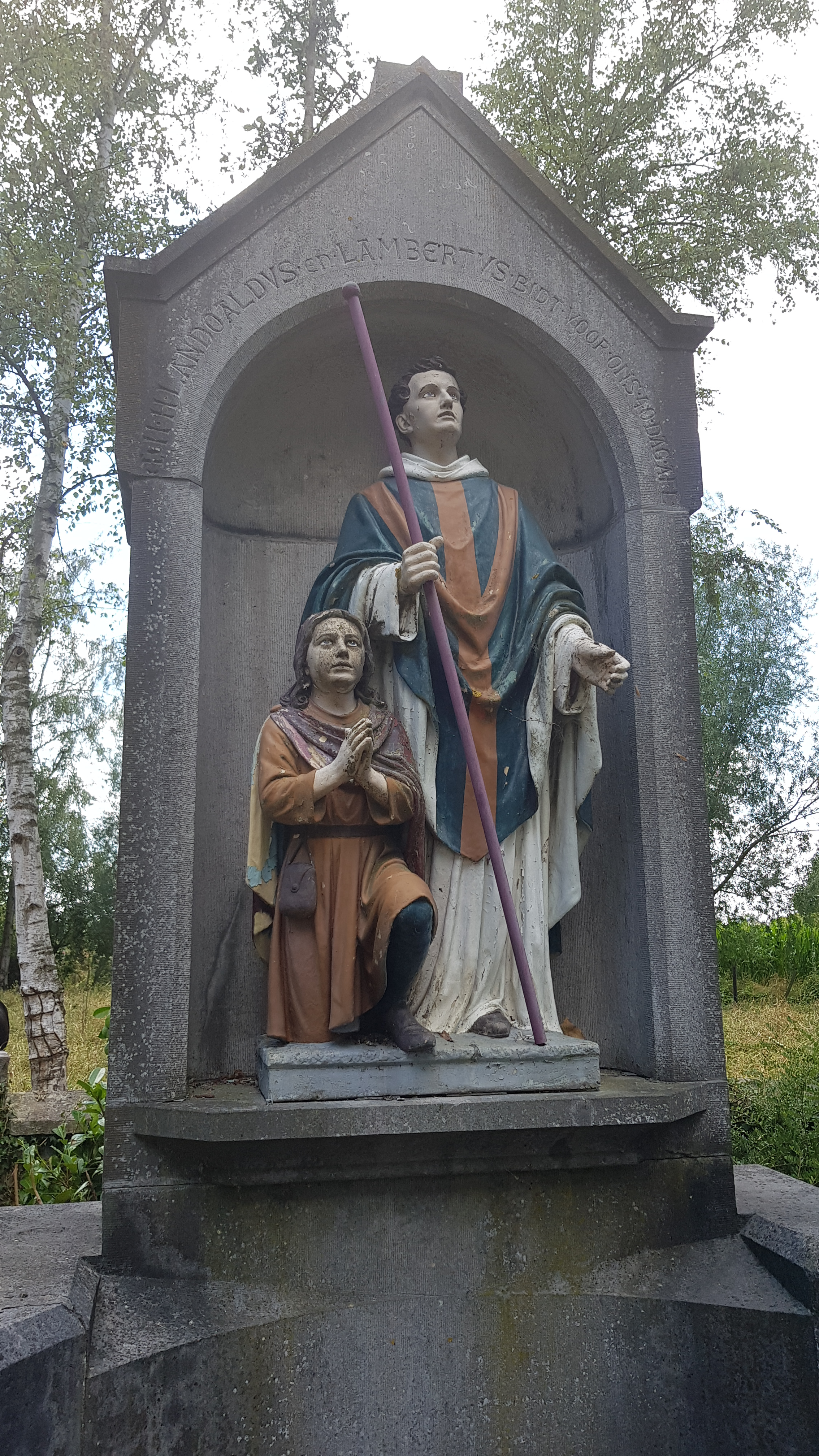
Beeld van Landoaldus en zijn leerling Lambertus bij Sint-Lambertusbron in Wintershoven

Bisschop Floribertus van Luik verhief in de 8e eeuw de relieken van Landoaldus, Vinciana, Adrianus, Amantius, Adeltrudis en Landrada tot de eer der altaren. Dit kwam neer op een heiligverklaring. De relikwieën van de heiligen werden aldus te Wintershoven vereerd. Er werden bedevaarten naar het kerkje gehouden en vele wonderen werden aan de Heiligen van Wintershoven toegeschreven.
In 980 gaf bisschop Notger van Luik toestemming om de relieken over te brengen naar de Sint-Baafsabdij te Gent, welke door Amandus was gesticht, om ze daar als heiligen te vereren.
Wintershoven trachtte eeuwenlang om de relieken terug te krijgen, en vanaf de 17e eeuw kwamen er geleidelijk terug naar de kerk van Wintershoven. In 1897 werden ook de relieken van Lambertus overgebracht naar Wintershoven en werd er een groot feest met praalstoet georganiseerd. Bij die gelegenheid werd er een monument opgericht rond de Sint-Lambertusbron in Wintershoven.
Hoewel elke heilige een eigen feestdag heeft, vindt de belangrijkste verering ervan plaats op 1 november (Allerheiligen). De relieken worden dan uitgestald in de kerk van Wintershoven. Ook op 2 november (Allerzielen) zijn de relieken dan nog aanwezig.
Overigens is 13 juni de feestdag van alle Heiligen van Wintershoven samen.